# Ardops nichollsi
Ardops nichollsi е вид прилеп от семейство Американски листоноси прилепи (Phyllostomidae). Видът не е застрашен от изчезване.

## Разпространение
Разпространен е в Антигуа и Барбуда, Бонер, Гваделупа, Доминика, Мартиника, Монсерат, Сейнт Винсент и Гренадини, Сейнт Китс и Невис, Сейнт Лусия и Сен Естатиус.

## Описание
На дължина достигат до 3,6 cm, а теглото им е около 19,2 g.